# کولفکس (کارولینای شمالی)
کولفکس (به انگلیسی: Colfax) یک منطقهٔ مسکونی در ایالات متحده آمریکا است که در شهرستان گیلفرد، کارولینای شمالی واقع شده‌است.